# Totalitarisme

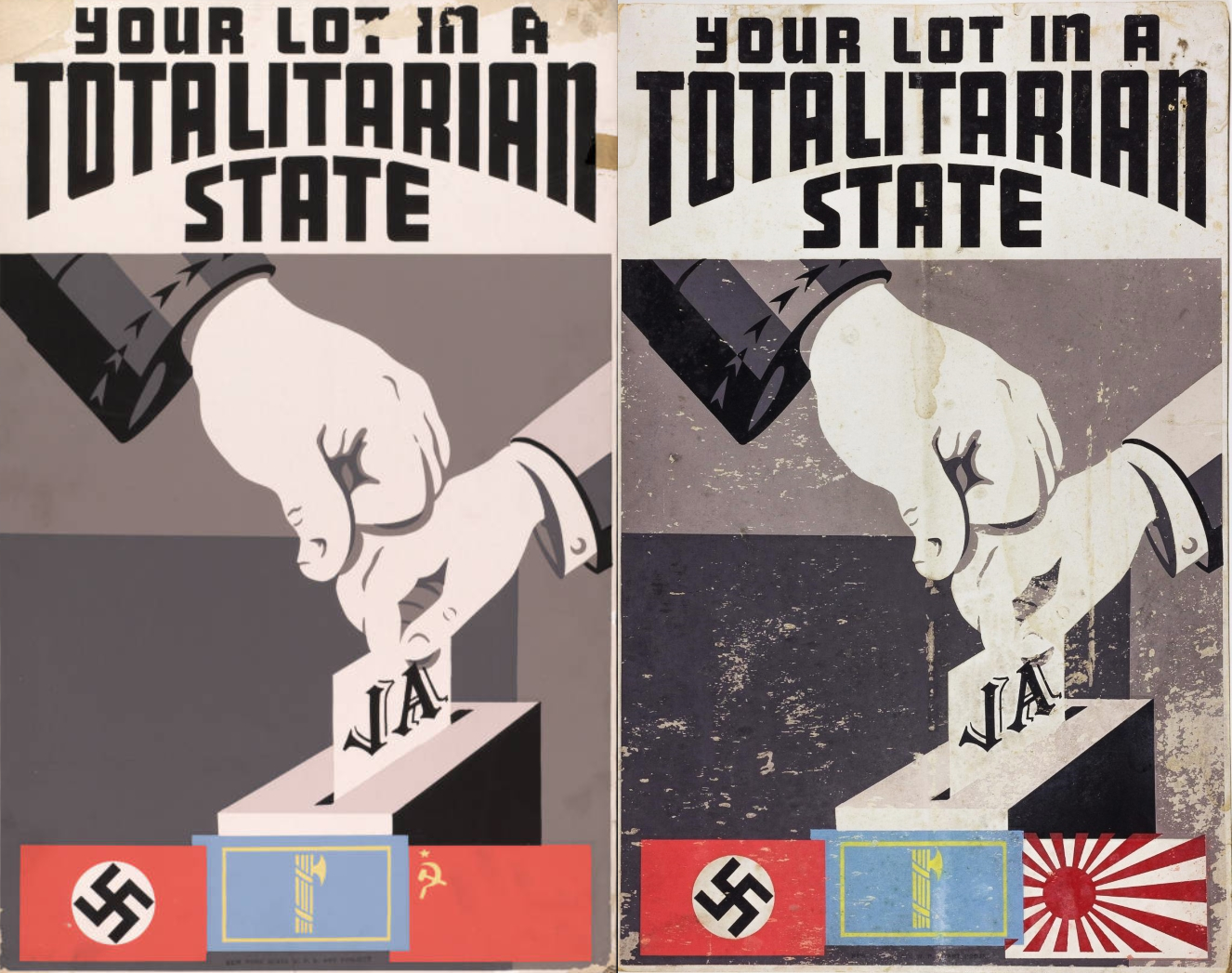
Pòster "Your Lot in a Totalitarian State" ("El teu destí en un estat totalitari"). Cartell de propaganda produït als Estats Units durant la Segona Guerra Mundial que mostra una mà uniformada forçant una altra mà a introduir una papereta amb un "Sí" en una urna electoral. A la part inferior, es poden veure les banderes de l'Alemanya nazi, el Japó imperial, la Itàlia feixista i la Rússia comunista.

El totalitarisme és una forma de règim polític en què l'Estat exerceix un control total sobre tots els àmbits de la vida pública i privada, concentrant el poder en mans d'un partit únic o d'un líder carismàtic. Aquest sistema suprimeix les llibertats individuals i elimina qualsevol forma d'oposició política, utilitzant la propaganda i la repressió per mantenir el control social.
Els règims totalitaris es caracteritzen per una ideologia oficial que busca transformar radicalment la societat i crear un "home nou", sovint mitjançant la mobilització massiva de la població i la repressió de la dissidència. Els tres exemples històrics més emblemàtics de règims totalitaris són: el feixisme a la Itàlia de Mussolini (1925-1943), el nazisme a l’Alemanya de Hitler (1933-1945) i l’estalinisme a l’URSS de Stalin (1928-1953).
El concepte de totalitarisme ha estat analitzat per diversos pensadors, com Hannah Arendt, Carl J. Friedrich, Zbigniew Brzezinski, Juan J. Linz i Karl Popper, que han destacat elements com la concentració del poder, la ideologia única, el control dels mitjans de comunicació i la repressió sistemàtica com a característiques fonamentals d'aquests règims.

## Definició i característiques
El totalitarisme és una forma de règim polític que té com a objectiu la supressió de les fronteres entre l’Estat i la societat civil. Aquest objectiu s’assoleix mitjançant la creació d’un Estat amb funció pedagògica, que educa l’individu per a integrar-lo plenament en la comunitat política. Aquesta educació promou una ideologia comuna que inspira la virtut cívica i fomenta l’adhesió total de l’individu a l’Estat i als seus valors fundacionals.
En general, els estudis politològics coincideixen a assenyalar una sèrie de trets fonamentals que permeten caracteritzar un règim polític com a totalitari:
- Una ideologia oficial d'abast totalitzador, que rebutja els valors tradicionals i proposa la construcció d'una nova societat i d'un "home nou". Aquesta ideologia sol tenir un caràcter messiànic i utòpic, projectada cap a un futur ideal i inqüestionable.[2]
- Un partit únic de masses, centralitzat i jeràrquic, que pretén integrar tota la població i superar el model liberal de classes. Aquesta integració es formula sovint en termes de comunitat orgànica, com ara la "comunitat del poble" o el "cos nacional".[8][1]
- Control absolut dels mitjans de comunicació i dels mecanismes de coacció, com ara la policia, l’exèrcit i els serveis d’intel·ligència, amb la finalitat de garantir la unitat ideològica i eliminar la dissidència.[1]
- Intervenció estatal sobre l’economia i la societat, a través de la planificació centralitzada, la nacionalització d’empreses i l’organització corporativa de les relacions socials i laborals.[1]
- Un lideratge carismàtic i personalista, amb figures de comandament que apel·len directament a les masses mitjançant un discurs populista, simbòlic i emocional. La figura del líder és sovint presentada com a infal·lible i portadora del destí col·lectiu.[4]
- Una concepció de la democràcia com a plebiscitària o directa, basada en l’aclamació popular com a expressió de la voluntat col·lectiva. En aquest context, el sufragi universal és considerat un mecanisme liberal, no pas democràtic, ja que expressa la voluntat de l’individu privat i no pas la del poble unit.[2][9]

#### Totalitarisme i autoritarisme
El totalitarisme i l’autoritarisme són formes de poder concentrat, però es diferencien en l’abast del control. L’autoritarisme restringeix la participació política, però pot tolerar certa autonomia social i econòmica. En canvi, el totalitarisme busca dominar tots els àmbits de la vida mitjançant una ideologia única, la repressió i la mobilització massiva. En aquest sentit, el franquisme és generalment considerat un règim autoritari, tot i que en els seus primers anys va mostrar característiques pròximes al totalitarisme. Amb tot, aquesta classificació ha estat objecte de debat entre historiadors i politòlegs.

## Orígens del pensament totalitari

#### La Revolució Francesa
El bressol de les idees totalitàries s'inscriu en el context de la modernitat i, en particular, en els processos polítics que s'inicien amb la Revolució Francesa. Conceptes com la virtut revolucionària, l’adhesió incondicional al bé comú i la voluntat de regenerar la societat en nom d’una nova moral col·lectiva poden considerar-se antecedents ideològics del totalitarisme modern. En aquest marc, les doctrines de Jean-Jacques Rousseau sobre la voluntat general i la seva proposta d’una religió cívica confereixen a la democràcia un caràcter gairebé sagrat. Aquestes doctrines van contribuir a configurar una concepció política segons la qual l'Estat no només governa, sinó que educa l’individu per integrar-lo plenament en la comunitat política, exigint-ne lleialtat absoluta envers l'Estat i la pàtria. Aquesta funció pedagògica anticipa, en part, la idea d’un Estat total, com el que desenvoluparan més tard els règims totalitaris del segle XX.

#### La nacionalització de les masses
Els totalitarismes, en les seves variants feixista i nazi, pressuposen l'existència d'una societat de masses, sorgida del procés que George L. Mosse va anomenar «nacionalització de les masses». Aquest procés consisteix en la construcció d'una identitat nacional a través d’institucions com l’escola, l’exèrcit, els monuments públics, els rituals col·lectius o els espais simbòlics considerats sagrats.
D’aquesta manera, els règims totalitaris no només necessiten les masses, sinó que les sotmeten i recluten simultàniament, alhora que les mobilitzen políticament. El totalitarisme és, en aquest sentit, un producte de l’era democràtica, marcat per la irrupció de les masses en la vida pública dins de societats que han deixat enrere les antigues jerarquies de casta i rang. Per aquest mateix motiu, els moviments totalitaris només poden consolidar-se destruint els sistemes democràtics liberals i els seus fonaments jurídics, polítics i institucionals. Tanmateix, ho fan desplegant-hi mecanismes de mobilització popular que són impensables sense la prèvia democratització de la societat. Al capdavall, el totalitarisme es construeix des de la democràcia, de la qual hereta la centralitat de les masses, però nega el pluralisme i la llibertat.

#### El triomf de la irracionalitat
Totes aquestes tendències es van veure afavorides per la crisi del positivisme i de les filosofies racionalistes del segle XIX. A finals d’aquell segle i principis del XX, van emergir diversos corrents filosòfics que posaven en dubte la primacia de la raó i de la ciència com a motors únics del progrés, i que reivindicaven, en canvi, la irracionalitat, la voluntat, la intuïció i l’experiència vital com a fonaments del coneixement i de l’acció humana.

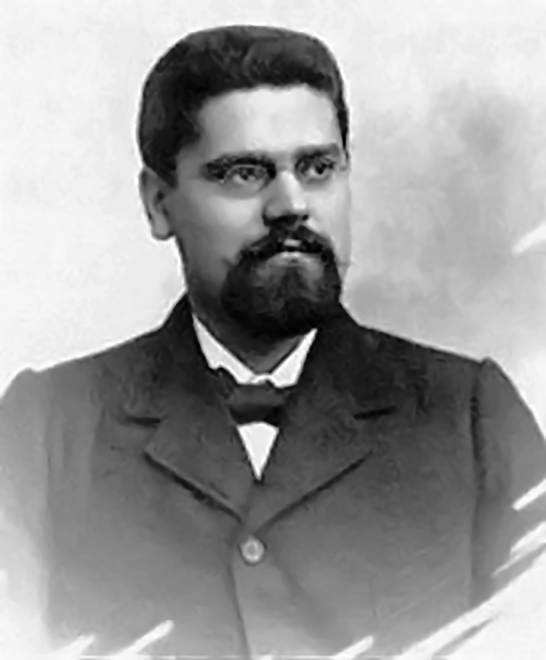
El filòsof Giovanni Gentile, un dels ideòlegs del feixisme italià.

Aquest retorn de l’irracional i la rebel·lió contra el positivisme va donar lloc a diverses tendències intel·lectuals que qüestionaven els fonaments del liberalisme i del règim parlamentari. Entre aquestes destaquen:
- El pensament de Friedrich Nietzsche, que criticava la moral tradicional, l’humanisme racionalista i la democràcia liberal, i defensava la voluntat de poder i la superació dels valors establerts.
- L’historicisme idealista, representat per Giovanni Gentile i Benedetto Croce, que posava l’accent en el caràcter dinàmic i espiritual de la història.
- L’intuïcionisme d’Henri Bergson, que valorava la intuïció com a forma superior de coneixement davant la raó analítica.
- L’existencialisme primerenc de Martin Heidegger, que explorava la condició humana des del punt de vista de l’angoixa, la llibertat i la temporalitat.
- El marxisme heterodox de Georges Sorel, que reinterpretava la lluita de classes com un acte mític i voluntarista, exaltant la violència com a força de regeneració social.

Aquests corrents, tot i les seves diferències, compartien una crítica al racionalisme liberal i van crear un clima intel·lectual propici per a la difusió d’ideologies autoritàries i totalitàries en les dècades següents.

#### L'impuls de la Gran Guerra
Els orígens més moderns del totalitarisme es poden rastrejar en les grans mobilitzacions de la Primera Guerra Mundial (1914–1918), que van transformar profundament la mentalitat col·lectiva i la cultura política de les masses. El conflicte va introduir el concepte de "guerra total", en què la distinció entre civils i combatents es va esborrar, implicant tota la societat en l'esforç bèl·lic. Aquesta experiència va generar una nova ètica de guerra que combinava els antics ideals d'heroisme amb la tecnologia moderna, racionalitzant el nihilisme i la destrucció metòdica de l'enemic.
El concepte de "brutalització de la política", desenvolupat per l’historiador George L. Mosse, descriu com la violència i la deshumanització experimentades durant la guerra de trinxeres es van traslladar a la vida política del període d'entreguerres (1918-1939). La indiferència davant la mort massiva i el desig de destruir l’enemic van perpetuar-se en la cultura política, afavorint l’acceptació de la violència com a eina legítima en la lluita ideològica. Aquesta brutalització va intensificar la tendència del nacionalisme a imposar un conformisme rígid, integrant l’individu en una col·lectivitat homogènia i reforçant una visió maniquea del món basada en la dicotomia nosaltres/ells o amic/enemic. Va ser aquesta perspectiva que va facilitar la creació i difusió d’estereotips deshumanitzadors, mentre que el mite de la camaraderia i el culte als caiguts, juntament amb els mites del sacrifici i la regeneració, van reforçar la mística del concepte de nació.
Al final de la Gran Guerra, les societats europees van encetar un període de profunda inestabilitat política. Les velles elits socials es van batre en retirada i les legitimitats tradicionals van entrar en crisi (la monarquia va caure a Alemanya, Grècia, Rússia, Hongria, Àustria, etc.). Aquest escenari va afavorir el desenvolupament de legitimitats alternatives com la democràtica i la carismàtica.

#### Totalitarisme i capitalisme
La nova conjuntura sorgida després del final de la Primera Guerra Mundial va obrir un període de transformacions profundes en l'ordre polític i econòmic europeu. Aquesta etapa va ser com un intent de refundació del sistema capitalista, afectat per les tensions derivades de la guerra, la inflació, les revolucions i l’agitació social. En aquest context, van començar a consolidar-se alternatives socials i polítiques davant d’un liberalisme i un parlamentarisme cada cop més qüestionats, debilitats tant per l'experiència traumàtica de la Gran Guerra com per l'impacte de la Revolució Russa de 1917. Així, va emergir un nou model institucional denominat «corporatiu», caracteritzat per la creació de mecanismes destinats a canalitzar els interessos socials a través de formes d'organització més directes i estructurades, sovint al marge dels parlaments tradicionals i en benefici de les forces econòmiques organitzades.
El corporativisme és un sistema de representació d'interessos en què els diferents sectors socials i econòmics estan organitzats en un nombre limitat d’entitats reconegudes oficialment per l’Estat. Aquestes entitats gaudeixen d’un monopoli de representació dins del seu àmbit (per exemple, sindicats o patronals), a canvi d’acceptar determinats controls i regulacions imposats pel poder polític. A diferència del pluralisme liberal, en què diversos actors competeixen lliurement, el corporativisme implica una relació més jeràrquica i regulada entre l’Estat i els grups socials. Aquest sistema va servir, en molts casos, com a instrument d’estabilització social i com a alternativa autoritària a la democràcia liberal, sent adoptat o imitat per règims autoritaris i totalitaris del període d'entreguerres.

## Exemples històrics
Articles principals: Feixisme, Nazisme i Estalinisme.

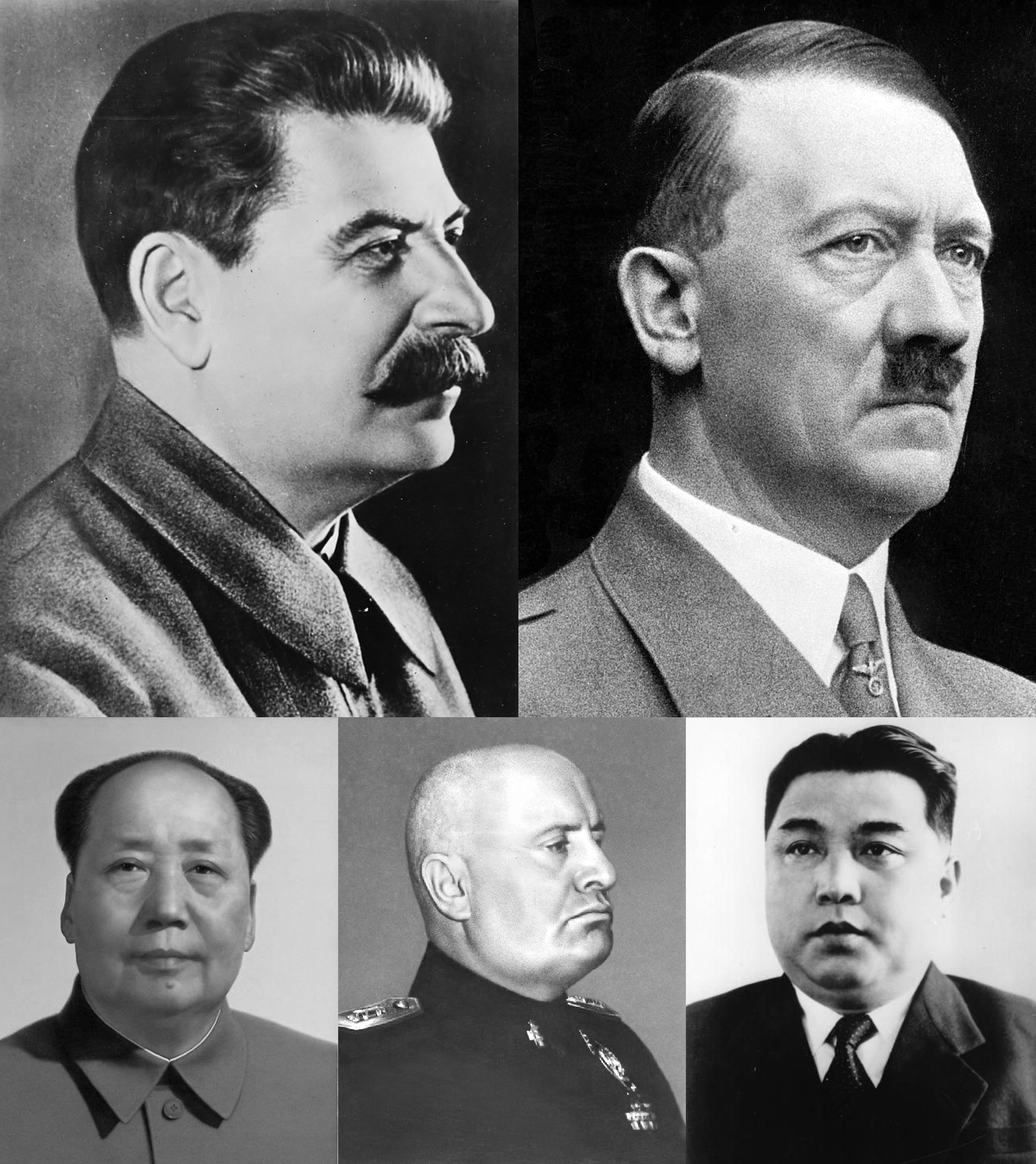
Líders històrics del Totalitarisme (d'esquerra a dreta i de dalt a baix): Stalin, Hitler, Mao Zedong, Mussolini i Kim il- Sung)

Els règims totalitaris més emblemàtics del segle XX van sorgir en contextos de crisi política, social i econòmica, especialment després de la Primera Guerra Mundial. Tot i les diferències ideològiques entre ells, compartien trets comuns com l’existència d’un partit únic, el lideratge carismàtic, la repressió sistemàtica, el control de la informació i la mobilització de masses entorn d’una ideologia totalitzadora.

#### Itàlia feixista (1922–1943)
Benito Mussolini va accedir al poder arran de la Marxa sobre Roma i va establir un règim que pretenia regenerar la nació italiana mitjançant un estat autoritari i corporativista. El feixisme italià va eliminar els partits polítics rivals, va crear una milícia pròpia (les Camises Negres) i va impulsar el sindicat únic, tot mantenint formalment la monarquia i l’església.
Tot i que sovint es considera un règim autoritari més que plenament totalitari, el feixisme va desenvolupar elements propis del totalitarisme, com la propaganda massiva, el lideratge carismàtic i el control ideològic de l’espai públic, sobretot a partir de l’aliança amb l’Alemanya nazi i la promulgació de les lleis racials de 1938.

#### Alemanya nazi (1933–1945)
El règim d'Adolf Hitler és un dels exemples més paradigmàtics de totalitarisme. El Partit Nacionalsocialista dels Treballadors Alemanys (NSDAP) va arribar al poder legalment, però va desmantellar ràpidament les institucions democràtiques de la República de Weimar. Es va establir una dictadura basada en l’exaltació del poble alemany (Volksgemeinschaft), l’antisemitisme, l’anticomunisme i el lideratge absolut del Führer.
Els nazis van crear un aparell repressiu poderós (la Gestapo), van controlar els mitjans de comunicació i l’educació, i van implementar polítiques d’enginyeria social i racial que culminaren amb l’Holocaust, l’extermini sistemàtic de milions de jueus i altres minories.

#### Unió Soviètica sota Stalin (1924–1953)
Després de la mort de Lenin, va ser Ióssif Stalin qui va consolidar el poder al capdavant del Partit Comunista de la Unió Soviètica. El règim estalinista va establir un control total de l’Estat sobre l’economia (amb la col·lectivització forçosa de l’agricultura i els plans quinquennals), la cultura i la vida quotidiana. El sistema es basava en una ideologia comunista reinterpretada com a instrument de dominació.
La repressió va adoptar formes extremes, com ara les grans purgues, els judicis polítics, la deportació de poblacions senceres als Gulags i el culte a la personalitat de Stalin. Tot i que el règim soviètic va mantenir trets totalitaris més enllà de Stalin, molts autors consideren que el període més intens és el del seu lideratge.

#### Altres casos
Diversos analistes han identificat altres règims que presenten característiques totalitàries, com ara:
- La Xina de Mao Zedong (1949–1976): especialment durant el Gran Salt Endavant i la Revolució Cultural, el Partit Comunista Xinès va imposar un control gairebé absolut sobre la societat, amb persecucions ideològiques massives i transformacions socials radicals.[19]
- Corea del Nord (des de 1948): sota Kim Il-Sung i els seus successors, s’ha mantingut un sistema basat en el culte a la personalitat, l’autarquia, la repressió interna i l’aïllament exterior. Molts analistes el consideren un dels pocs règims totalitaris contemporanis.[20]
- Cambodja sota els Khmers Rojos (1975–1979): el règim de Pol Pot va intentar abolir la societat urbana, la propietat privada i la religió en nom d’una utopia agrària, causant la mort de prop de dos milions de persones.[21]

Tot i les diferències culturals i ideològiques, aquests règims comparteixen la voluntat de control total sobre la societat i la imposició d’una visió única del món, aspectes definitoris del totalitarisme.

## El totalitarisme al segle XXI
Tot i que els règims totalitaris clàssics del segle XX han desaparegut o s’han transformat, el concepte de totalitarisme continua sent rellevant en l’anàlisi política contemporània. Diversos autors han assenyalat que determinades pràctiques governamentals modernes poden contenir elements «proto-totalitaris», especialment quan s’observa una combinació de concentració de poder, control de la informació i deslegitimació de l’oposició.
Un dels casos més citats és la Xina sota el govern del Partit Comunista, que ha desenvolupat un sofisticat sistema de vigilància mitjançant intel·ligència artificial, càmeres amb reconeixement facial i un sistema de crèdit social que classifica la ciutadania segons la seva conducta. També s’han assenyalat tendències similars a Rússia, on el govern de Vladímir Putin ha reprimit l’oposició política, controlat els mitjans de comunicació i utilitzat la memòria històrica com a eina de cohesió ideològica.
Altres analistes han alertat sobre pràctiques il·liberals en democràcies formals com Hongria i Turquia. A Hongria, el govern de Viktor Orbán ha transformat el sistema polític en una “democràcia il·liberal”, erosionant gradualment els contrapesos institucionals, limitant els drets civils i concentrant el poder en la figura del primer ministre. S’han modificat les lleis electorals, s’ha restringit la llibertat de premsa i s’han implementat polítiques discriminatòries contra col·lectius com la comunitat LGBTQ+. A Turquia, el president Recep Tayyip Erdoğan ha consolidat un sistema presidencialista fort, debilitant la separació de poders i restringint les llibertats civils. S’han produït detencions d’opositors, tancaments de mitjans de comunicació i una utilització del sistema judicial com a instrument polític.
El desenvolupament de tecnologies de vigilància massiva i el control de la informació digital en sistemes capitalistes també ha generat preocupació. Alguns autors han advertit que el capitalisme de vigilància practicat per grans corporacions tecnològiques pot derivar en formes de control social subtil, però efectiu, que afecten la llibertat de pensament i d’expressió.
D’altra banda, s’han identificat patrons de culte a la personalitat en líders contemporanis com Kim Jong-un a Corea del Nord, però també, en menor grau, en líders populistes com Jair Bolsonaro o Donald Trump, que han utilitzat la comunicació directa, la deslegitimació de les institucions i la mobilització emocional de la seva base de suport. Tanmateix, la major part de la literatura acadèmica insisteix a distingir entre aquestes dinàmiques i els règims totalitaris històrics, que es definien pel control total de la societat i la repressió sistemàtica generalitzada.
Finalment, el terme totalitarisme ha estat objecte de controvèrsia política. S’ha utilitzat de forma retòrica per desacreditar adversaris, tant des de la dreta com des de l’esquerra, sovint amb poca precisió teòrica. Per això, molts especialistes defensen un ús rigorós i contextualitzat del concepte, limitat als casos en què realment es compleixen els criteris definitoris.